# Dan Pagis

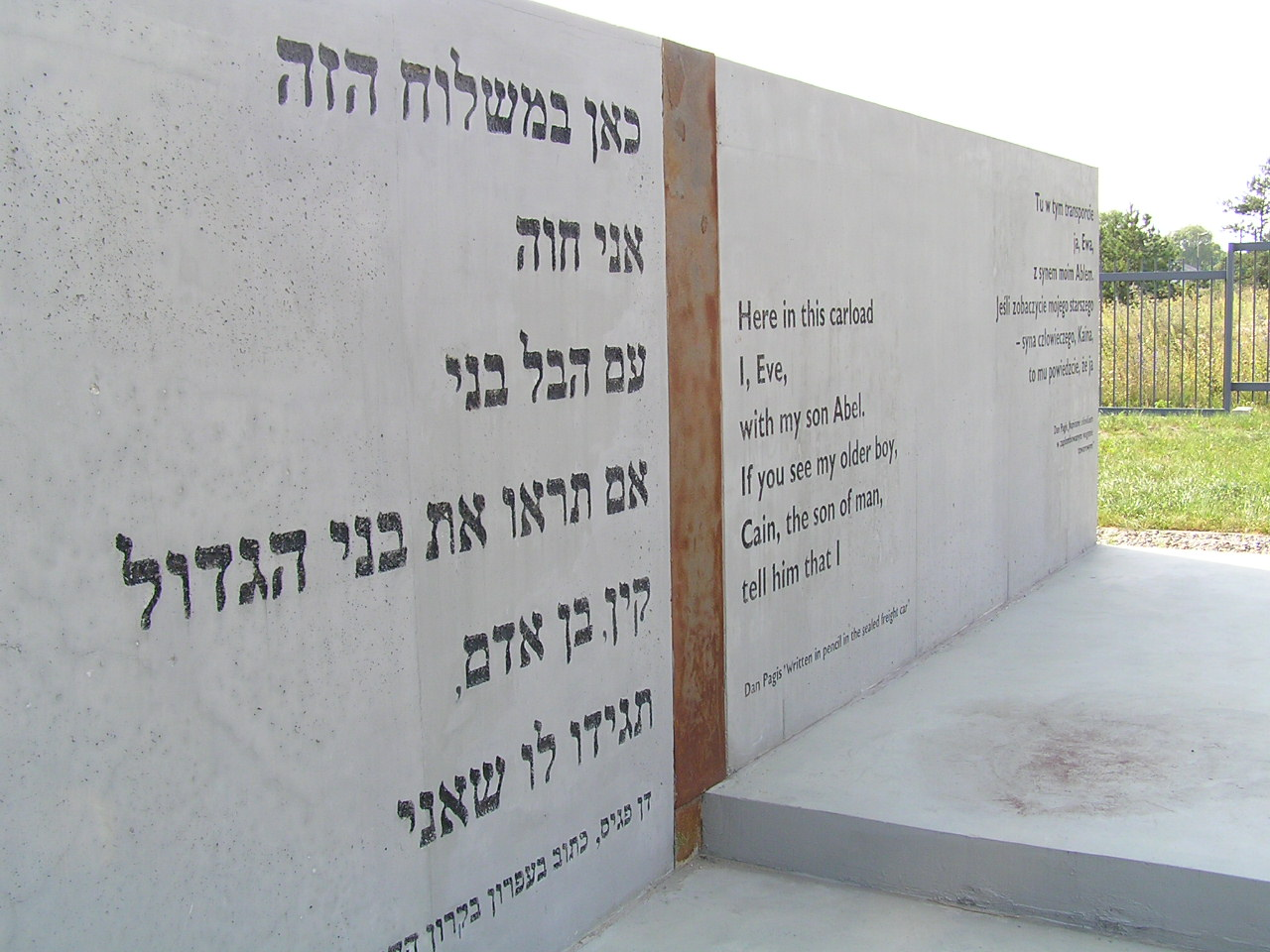
Wiersz Dana Pagisa Napisane ołówkiem w zaplombowanym wagonie towarowym po polsku, angielsku i hebrajsku jako element pomnika na terenie byłego obozu zagłady w Bełżcu

Dan Pagis (ur. 16 października 1930 w Radowcach, zm. 29 lipca 1986 w Jerozolimie) – izraelski poeta.

## Życiorys
Pochodził z Bukowiny, z niemieckojęzycznej, żydowskiej rodziny. Jego ojciec od 1934 roku przebywał w Palestynie, w 1935 roku zmarła jego matka i od tego czasu był wychowywany przez dziadków.
Był badaczem średniowiecznej literatury hebrajskiej. W czasie II wojny światowej przebywał w obozach niemieckich. Od 1946 roku przebywał w Palestynie, został nauczycielem w kibucu i ukończył studia na Uniwersytecie Hebrajskim. Od 1956 roku był nauczycielem akademickim Uniwersytetu Hebrajskiego w Jerozolimie.
Był autorem zbiorów poezji Szeon hacel (1959) i Gigil (1970). Polski przekład jego wierszy pióra Irit Amiel nosi nazwę Ostatni (2004).
Fragment wiersza Napisane ołówkiem w zaplombowanym wagonie towarowym jego autorstwa jest elementem pomnika w obozie zagłady w Bełżcu.